# Tamana, Kiribati

Map of Tamana.

Tamana là hòn đảo nhỏ nhất trong Quần đảo Gilbert. Đảo này có thể tiếp cận cả bằng đường biển và đường không nhờ vào Air Kiribati và Coral Sun Airways (một lần một tuần; mã sân bay: TMN)
Tamana là hòn đảo nằm thứ hai tính từ cực nam của nhóm đảo Gilbert và là hòn đảo nhỏ nhất có người sinh sống ở Kiribati. Đảo có kích thước xấp xỉ dài 6 km (4 mi), điểm rộng nhất là 1 km (0,6 mi), và có tổng diện tích 4,73 km2 (1,83 dặm vuông Anh). Tamana là một đảo san hô không có đầm phá.
Hội đồng Đảo đặt tại Bakaakaa, đây là ngôi làng trung tâm của đảo và là nơi đặt nhiều cơ quan chính phủ như CB radio liên lạc giữa các đảo, cửa hàng vật tư và trạm nhiên liệu. Các trường học (tiểu học và JSS) và cơ sở Y tế cũng nằm ở trong làng.

## Truyền thuyết và thần thoại
Cái tên Tamana được hiểu có nghĩa là 'cha của anh ấy hoặc cô ấy'; mặc dù trong một số truyền thuyết nó được hiểu là 'một nơi kiên cố hoặc nơi định cư ban đầu'.

## Lịch sử
Bưu điện Tamana mở vào khoảng năm 1915.